# Линденмайер, Аристид
Аристид Линденмайер (17 ноября 1925 — 30 октября 1989) — венгерский биолог. В 1968 году он создал формальный язык, получивший название L-система или система Линденмайера. Используя этот язык, Линденмайер смоделировал поведение клеток растений.

## Карьера
Линденмайер изучал химию и биологию (Будапештский университет) с 1943 по 1948 годы. Степень по физиологии растений он получил в 1956 году (Мичиганский университет. В 1968 году он стал профессором (Утрехтский университет), Нидерланды. С 1972 он возглавил направление теоретической биологии в этом университете.

## Публикации
- Aristid Lindenmayer, «Mathematical models for cellular interaction in development.» J. Theoret. Biology, 18:280—315, 1968.
- Prusinkiewicz, Przemysław[англ.]; Aristid Lindenmayer. The Algorithmic Beauty of Plants (The Virtual Laboratory) (англ.). — Springer-Verlag, 1990. — ISBN 0-387-97297-8. (доступен в PDF)
- Further publications